# 5 Lubuski Pułk Artylerii

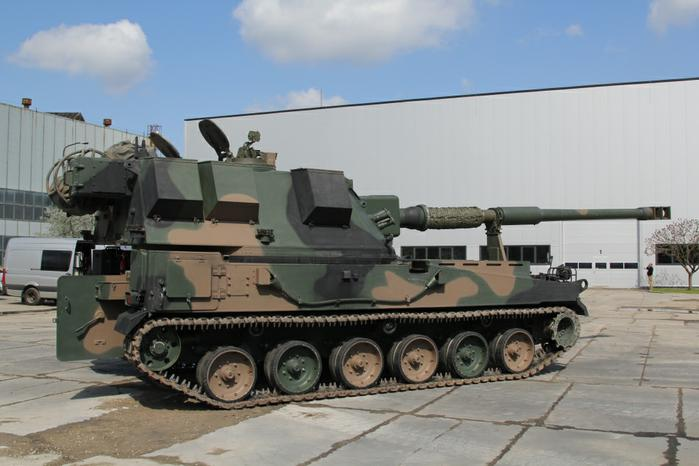
155mm samobieżna armatohaubica Krab

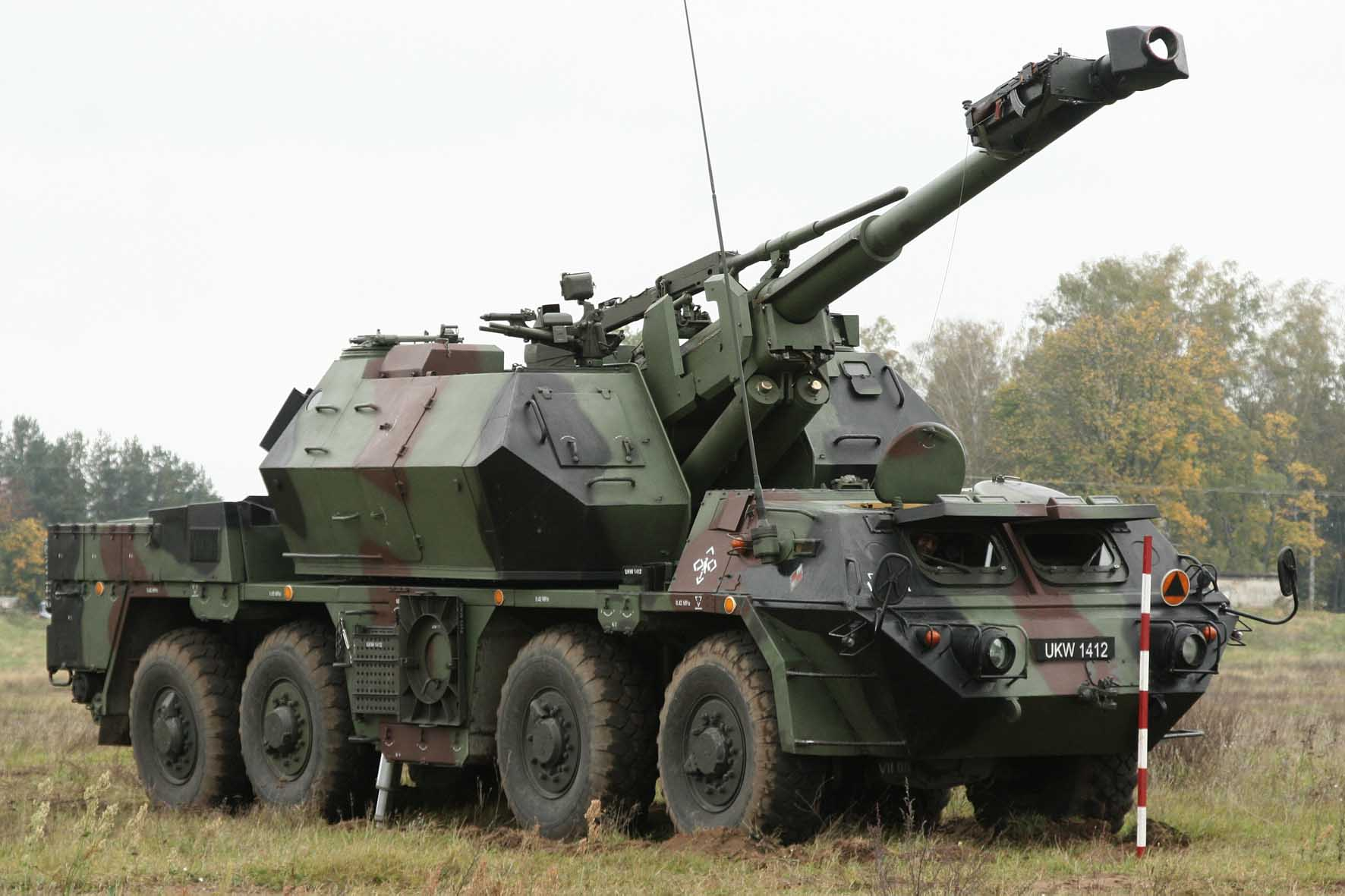
152mm samobieżna armatohaubica Dana

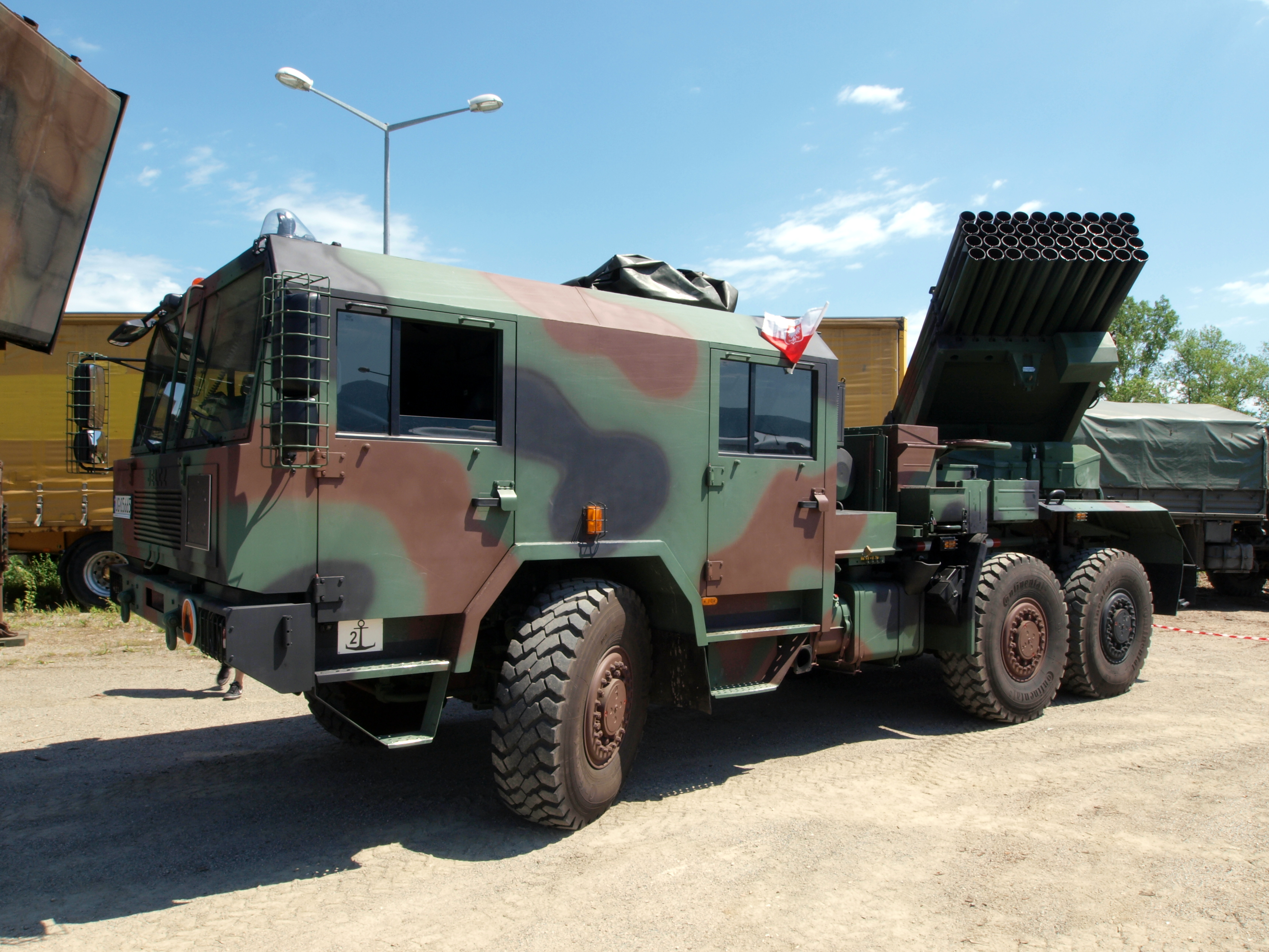
122mm wieloprowadnicowa wyrzutnia rakietowa Langusta

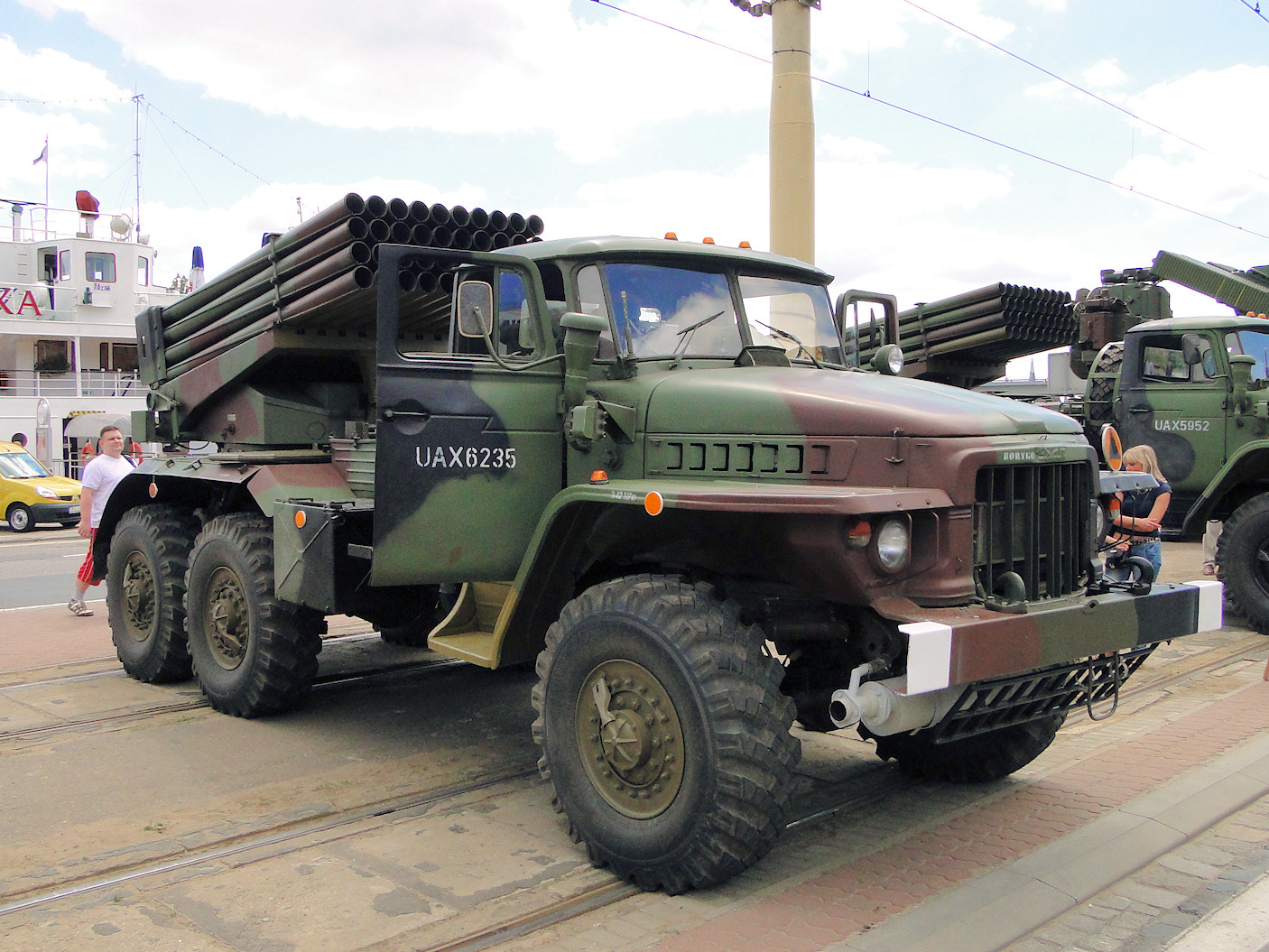
122mm wieloprowadnicowa wyrzutnia rakietowa Grad

5 Lubuski Pułk Artylerii im. generała artylerii koronnej Marcina Kątskiego (5 pa) – oddział artylerii Sił Zbrojnych RP.

## Historia
4 czerwca 1993 22 Pułk Artylerii przemianowano na 5 Pułk Artylerii, a jednostkę podporządkowano dowódcy 5 Dywizji Zmechanizowanej. W 2001 r. pułk podporządkowano 11 Lubuskiej Dywizji Kawalerii Pancernej im. Króla Jana III Sobieskiego, a w 2012 r. – dowódcy Wojsk Lądowych. Od 2013 r. pułk podporządkowany jest 12 Szczecińskiej Dywizji Zmechanizowanej im. Bolesława Krzywoustego. W marcu 2019 r. otrzymał on pierwszą baterię 8 haubic samobieżnych AHS Krab, zaś kolejną w czerwcu 2019 r.. Od listopada 2021 r. żołnierze 5 Lubuskiego Pułku Artylerii brali udział w zabezpieczaniu granicy z Białorusią podczas kryzysu migracyjnego.

## Tradycje
15 września 1993 Minister Obrony Narodowej polecił pułkowi przejąć i z honorem kultywować dziedzictwo tradycji:
- Artylerii Cekhauzu Kamienieckiego (1649–1790)
- V Brygady Artylerii Cekhauzu Kamienieckiego (1790–1792)
- Kompanii Artylerii Dywizji Polskiej (1808–1813)
- Kompanii 5 Lekkiej Artylerii Pieszej (1831)
- 5 Lwowskiego Pułku Artylerii Lekkiej (1918–1939)
- 6 Lwowskiego Pułku Artylerii Lekkiej (1941–1947)
- 5 Wileńskiego Pułku Artylerii Lekkiej (1941–1947)[5].

12 lutego 2014 Minister Obrony Narodowej polecił pododdziałom pułku przejąć i z honorem kultywować dziedzictwo tradycji:
- Dywizjon Dowodzenia – 1 Dywizjonu Pomiarów Artylerii (1927–1939)
- 1 Dywizjon Artylerii Samobieżnej – 1 Pułku Artylerii Polowej (Lekkiej) Legionów (1914–1939)
- 2 Dywizjon Artylerii Samobieżnej – 9 Pułku Artylerii Ciężkiej (1919–1939)
- 3 Dywizjon Artylerii Rakietowej – 3 Pułku Artylerii Ciężkiej (1918–1939)
- 4 Dywizjon Artylerii Rakietowej – 18 Pułku Artylerii Lekkiej (1919–1939)
- Batalion Logistyczny – 22 Kompanii Zaopatrzenia Artylerii 2. Grupy Armii II Korpusu (1943–1945).

Decyzją Nr 150/MON z dnia 23 października 2020 r. pułkowi został nadany patron – generał artylerii koronnej Marcin Kątski.

## Struktura organizacyjna i uzbrojenie[6]
- dowództwo
- dywizjon dowodzenia – radar rozpoznania artyleryjskiego RZRA-201 Liwiec i bezzałogowe statki powietrzne WB Electronics FlyEye
- batalion logistyczny
- 1 dywizjon artylerii samobieżnej – samobieżna haubica Dana
- 2 dywizjon artylerii samobieżnej – samobieżna haubica AHS Krab
- 3 dywizjon artylerii rakietowej – wyrzutnia rakietowa WR-40 Langusta
- 4 dywizjon artylerii rakietowej – wyrzutnia rakietowa BM-21 Grad
- kompania inżynieryjna
- grupa zabezpieczenia medycznego

## Dowódcy pułku[5]
- ppłk Zygmunt Siudak (1991–1995)
- mjr Stanisław Butlak (1995–2003)
- płk Jarosław Mrowiec (2003–2007)
- płk dypl. Sławomir Owczarek (od 2007 do 5 września 2013)
- płk Zenon Wiśniewski (od 5 września 2013 do 1 kwietnia 2016)
- płk Jacek Kiliński (od 1 kwietnia 2016 do 5 listopada 2018)
- płk Sławomir Kula (od 5 listopada 2018 do 1 października 2021)[8]
- płk Grzegorz Parol (od 1 października 2021 do 27 maja 2024)
- płk Stefan Bednarczyk (od 27 maja 2024)